# Ordine della Gloria (Impero ottomano)
L'Ordine della Gloria (in ottomano: Nişan-ı İftihar) fu un'onorificenza cavalleresca dell'Impero ottomano.
L'onorificenza venne fondata dal sultano Mahmud II il 19 agosto 1831. Con la fondazione dell'Ordine di Medjidie che difatti andò a rimpiazzarlo, l'ordine cadde in disuso ma formalmente continuò a rimanere in essere al punto che esemplari se ne sono riscontrati anche durante il regno di Abdulhamid II.

## Insegna
- La medaglia consisteva in una tughra del sultano ottomano Mahmud II in oro su una medaglia del medesimo materiale, attorniata da una decorazione consistente in un nastro e rami d'alloro in argento e brillanti.
- La placca era una stella raggiante a punte d'argento e brillanti riprendente la foggia della medaglia;
- Il nastro era rosso con una striscia verde per parte.